# Скайлер (округ, Иллинойс)
Ска́йлер (англ. Schuyler County) — округ в штате Иллинойс, США. Официально образован в 1825 году. По состоянию на 2010 год, численность населения составляла 7544 человека.

## География
По данным Бюро переписи США, общая площадь округа равняется 1 142,191 км2, из которых 1 131,831 км2 — суша, и 4,100 км2, или 0,900 % — это водоёмы.

## Население
По данным переписи населения 2000 года в округе проживает 7189 жителей в составе 2 975 домашних хозяйств и 2070 семей. Плотность населения составляет 6,00 человек на км2. На территории округа насчитывается 3304 жилых строения, при плотности застройки около 3,00-ти строений на км2. Расовый состав населения: белые — 98,80 %, афроамериканцы — 0,22 %, коренные американцы (индейцы) — 0,15 %, азиаты — 0,11 %, гавайцы — 0,01 %, представители других рас — 0,21 %, представители двух или более рас — 0,49 %. Испаноязычные составляли 0,54 % населения независимо от расы.
В составе 28,70 % из общего числа домашних хозяйств проживают дети в возрасте до 18 лет, 59,70 % домашних хозяйств представляют собой супружеские пары, проживающие вместе, 7,10 % домашних хозяйств представляют собой одиноких женщин без супруга, 30,40 % домашних хозяйств не имеют отношения к семьям, 27,30 % домашних хозяйств состоят из одного человека, 13,70 % домашних хозяйств состоят из престарелых (65 лет и старше), проживающих в одиночестве. Средний размер домашнего хозяйства составляет 2,38 человека, и средний размер семьи — 2,87 человека.
Возрастной состав округа: 23,10 % — моложе 18 лет, 7,10 % — от 18 до 24, 26,30 % — от 25 до 44, 24,20 % — от 45 до 64, и 24,20 % — от 65 и старше. Средний возраст жителя округа — 41 год. На каждые 100 женщин приходится 98,40 мужчин. На каждые 100 женщин старше 18 лет приходится 95,60 мужчин.
Средний доход на домохозяйство в округе составлял 35 233 USD, на семью — 41 489 USD. Среднестатистический заработок мужчины был 29 253 USD против 21 235 USD для женщины. Доход на душу населения составлял 17 158 USD. Около 6,80 % семей и 10,10 % общего населения находились ниже черты бедности, в том числе — 11,70 % молодежи (тех, кому ещё не исполнилось 18 лет) и 13,40 % тех, кому было уже больше 65 лет.